# Лиственское сельское поселение
Лиственское се́льское поселе́ние (укр. Листвинське сільське поселення, крымскотат. Лиственное кой юрту, Listvennoye köy yurtu) — муниципальное образование в Нижнегорском районе Республики Крым России, в степном Крыму, в долине Салгира. 
Административный центр — село Лиственное.

## История
В советское время был образован Лиственский сельский совет.
Сельское поселение образовано в соответствии с законом Республики Крым от 5 июня 2014 года.

## Население
| 2001  | 2014  | 2015  | 2016  | 2017  | 2018  | 2019  |
| ----- | ----- | ----- | ----- | ----- | ----- | ----- |
| 1370  | ↘1128 | ↗1129 | ↘1120 | ↗1127 | ↘1117 | ↘1112 |
| 2020  | 2021  |       |       |       |       |       |
| ↘1106 | ↘1051 |       |       |       |       |       |

## Состав сельского поселения
| № | Населённый пункт | Тип населённого пункта       | Население |
| - | ---------------- | ---------------------------- | --------- |
| 1 | Лиственное       | село, административный центр | ↘549      |
| 2 | Кирсановка       | село                         | ↘299      |
| 3 | Цветущее         | село                         | ↘280      |